# Víctor Manuel Leites
Víctor Manuel Leites (Paysandú, 3 de març de 1933 - 12 d'abril de 2016) va ser un dramaturg, guionista, narrador i crític uruguaià.

## Biografia
Els seus primers treballs com a guionista van ser per a la televisió, amb treballs propis o adaptacions. Ho va fer pel Canal 5, orientat per Francisco Espínola.
En 1960 va començar a publicar contes en El Popular, Eco i Última Hora. Va exercir la crítica teatral durant gairebé 25 anys en aquestes publicacions i en De frente, fins al tancament pel govern de facto d'aquests mitjans de premsa en 1973. Posteriorment va exercir la crítica en els setmanaris La Democracia i Brecha.
Va obtenir el Premi Florencio a Autor Nacional per les obres Doña Ramona (1982), El reformador (1990) i El loco julio (1998).
Va ser Director Artístic de la Comèdia Nacional, de la qual va contribuir a la seva reestructura, en el període 1990-1993.
La seva obra teatral més difosa va ser Doña Ramona; va ser estrenada en 1982 en el Teatre Circular i va ser representada més de 500 vegades a Montevideo.

## Obres
- Informe para distraídos (Club de Teatro, 1968)
- Alicia en el País de la Maravillas (Sala Verdi, 1970)
- Crónicas de bien nacidos (Club de Teatro, 1972)
- Yo tengo una idich mame (La Claraboya Amarilla, 1974)
- Quiroga (Teatro Circular, 1978)
- Doña Ramona (Teatro Circular, 1982)
- El chalé de Gardel (Comedia Nacional, 1985)
- El reformador (Teatro Circular, 1990)
- El copamiento (La Gaviota, 1997)
- El loco Julio (Casa del Teatro, 1998)
- Amor Pasado (Teatro Circular, 2000)
- El día de los cuchillos largos (El Galpón, 2008)